# Wellington Marist Association Football Club
Le Wellington Marist AFC est un club néo-zélandais de football basé à Wellington.

## Palmarès
- Coupe de Nouvelle-Zélande
  - Vainqueur : 1932, 1946
  - Finaliste : 1945